# TRIM44
TRIM44 (англ. Tripartite motif containing 44) – білок, який кодується однойменним геном, розташованим у людей на 11-й хромосомі. Довжина поліпептидного ланцюга білка становить 344 амінокислот, а молекулярна маса — 38 472.
| 10         |  | 20         |  | 30         |  | 40         |  | 50         |
| ---------- |  | ---------- |  | ---------- |  | ---------- |  | ---------- |
| MASGVGAAFE |  | ELPHDGTCDE |  | CEPDEAPGAE |  | EVCRECGFCY |  | CRRHAEAHRQ |
| KFLSHHLAEY |  | VHGSQAWTPP |  | ADGEGAGKEE |  | AEVKVEQERE |  | IESEAGEESE |
| SEEESESEEE |  | SETEEESEDE |  | SDEESEEDSE |  | EEMEDEQESE |  | AEEDNQEEGE |
| SEAEGETEAE |  | SEFDPEIEME |  | AERVAKRKCP |  | DHGLDLSTYC |  | QEDRQLICVL |
| CPVIGAHQGH |  | QLSTLDEAFE |  | ELRSKDSGGL |  | KAAMIELVER |  | LKFKSSDPKV |
| TRDQMKMFIQ |  | QEFKKVQKVI |  | ADEEQKALHL |  | VDIQEAMATA |  | HVTEILADIQ |
| SHMDRLMTQM |  | AQAKEQLDTS |  | NESAEPKAEG |  | DEEGPSGASE |  | EEDT       |

A: Аланін

C: Цистеїн

D: Аспарагінова кислота

E: Глутамінова кислота

F: Фенілаланін

G: Гліцин

H: Гістидин

I: Ізолейцин

K: Лізин

L: Лейцин

M: Метіонін

N: Аспарагін

P: Пролін

Q: Глутамін

R: Аргінін

S: Серин

T: Треонін

V: Валін

W: Триптофан

Кодований геном білок за функцією належить до фосфопротеїнів. 
Білок має сайт для зв'язування з іонами металів, іоном цинку. 